# Travelling Like the Light
Albums de V V Brown
Samson & Delilah
(2013)
Singles
1. Crying Blood
Sortie : 3 novembre 2008
2. Leave!
Sortie : 2 mars 2009
3. Shark in the Water
Sortie : 6 juillet 2009
4. Game Over
Sortie : 12 octobre 2009

Travelling Like the Light est le premier album de l'artiste anglaise V V Brown, publié le 13 juillet 2009 par Island Records. Initialement publié au Royaume-Uni, l'album a fait son apparition aux États-Unis sur les plateformes de téléchargement numérique le 2 février 2010 et est sorti sous sa version physique le 20 avril 2010. Brown a été inspirée par une relation amoureuse infructueuse afin d'écrire la majorité des morceaux de l'opus. Malgré certaines critiques mitigées, le plus souvent pour son style musical éclectique, l'album a reçu des critiques généralement positives de la plupart des critiques de musique.

## Genèse de l'album
Brown a écrit et composé la musique et joue également des instruments sur l'album. Ce dernier a été inspiré par la musique des années 50 ainsi que par la musique électronique, de même que par des sons de synthétiseur émis par des appareils Nintendo tels que la Game Boy. La plupart des paroles de l'album (comme celles des singles : Crying Blood, Leave! et Shark In the Water) parle d'une histoire amoureuse tragique que Brown a subi.

## Parution et promotion
La sortie de l'album a été précédée par une parution limitée non-admissible dans les hit-parades de Crying Blood dans sa version vinyle 7" et en téléchargement numérique. Travelling Like the Light a été publié le 13 juillet 2009 par Island Records au Royaume-Uni et en Europe . Sa parution aux États-Unis, le 2 février 2010, a coïncidé avec la  sortie de Shark in the Water en tant que Single Gratuit de la Semaine sur iTunes. Le 5 décembre 2008, elle a été nommée pour le prix Sound of 2009 de BBC, aux côtés d'artistes tels que Little Boots et Lady Gaga.

### Singles
- Crying Blood a été publié en tant que premier single dans la carrière de Brown en téléchargement numérique en CD single le 3 novembre 2008. Brown a interprété le titre ainsi que la chanson Bottles, lors du premier épisode de la 33e série des Later... with Jools Holland, diffusée sur BBC. Elle a également été invitée pour le Sunday Night Project du 11 janvier 2009 afin d'y interpréter le morceau, ainsi que de courts extraits de plusieurs autres de ses chansons tout au long de l'émission.
- Leave! est sorti en tant que deuxième single le 2 mars 2009.
- Shark in the Water est le troisième single issu de l'album. Le clip a été mis en ligne sur YouTube, sur iTunes et a été décrit comme le genre de vidéo que seule une maison de disques majeure pourrait concevoir. Le single s'est vendu à plus de 500 000 copies dans les États-Unis au cours de sa promotion en 2010.
- Game Over est le quatrième et dernier single extrait de l'opus [2].

## Liste des pistes
| 1.  | Quick Fix                 | V V Brown                                 | V V Brown, Steve Dub, Segs | 2:48 |
| 2.  | Game Over                 | V V Brown, Roy Kerr, Anu Pillai           | Kid Gloves                 | 3:16 |
| 3.  | Shark in the Water        | Mack/Tysper, V V Brown                    | Tysper & Mack              | 3:04 |
| 4.  | Leave!                    | V V Brown                                 | Brown, Dub, Segs           | 3:48 |
| 5.  | Bottles                   | V V Brown, George Astasio, Tim Larcombe   | Brown, Dub, Segs           | 3:01 |
| 6.  | Crying Blood              | V V Brown                                 | Brown, Dub, Segs           | 2:31 |
| 7.  | Back in Time              | V V Brown                                 | Brown, Dub, Segs           | 4:11 |
| 8.  | I Love You                | V V Brown                                 | Brown, Dub, Segs           | 3:53 |
| 9.  | L.O.V.E                   | V V Brown                                 | Brown, Dub, Segs           | 2:57 |
| 10. | Everybody                 | V V Brown                                 | Brown, Dub, Segs           | 2:58 |
| 11. | Crazy Amazing             | V V Brown, Adam Midgley, Jamie Reddington | Brown, Dub, Segs           | 3:06 |
| 12. | Travelling Like the Light | V V Brown                                 | Brown, Dub, Segs           | 3:47 |

| 13. | Video Killed the Radio Star | Geoff Downes, Trevor Horn, & Bruce Woolley |  | 3:26 |
| 14. | Shark In the Water (clip)   |                                            |  | 3:13 |
| 15. | Leave! (clip)               |                                            |  | 3:35 |
| 16. | Crying Blood (clip)         |                                            |  | 2:47 |

| 13. | No Bonsoir |  |  |  |

## Crédits
Les crédits de Travelling Like the Light ont été adaptés à parti de AllMusic .
- Lorenzo Agius – pochette
- James Banbury – arrangements de cordes
- V V Brown – artiste, productrice
- Mike Crossey – mixage
- Steve Dub – producteur, mixage
- Richard Edgeler – assistant
- Mark Aaron James – design
- Alexis Smith – programming
- Jeremy Wheatley – producteur, mixage

## Classements
| Classement (2009)            | Meilleure position |
| ---------------------------- | ------------------ |
| French Digital Albums Chart  | 1                  |
| French Physical Albums Chart | 16                 |
| UK Albums Chart              | 30                 |
| Billboard 200                | 179                |